# Toe Water

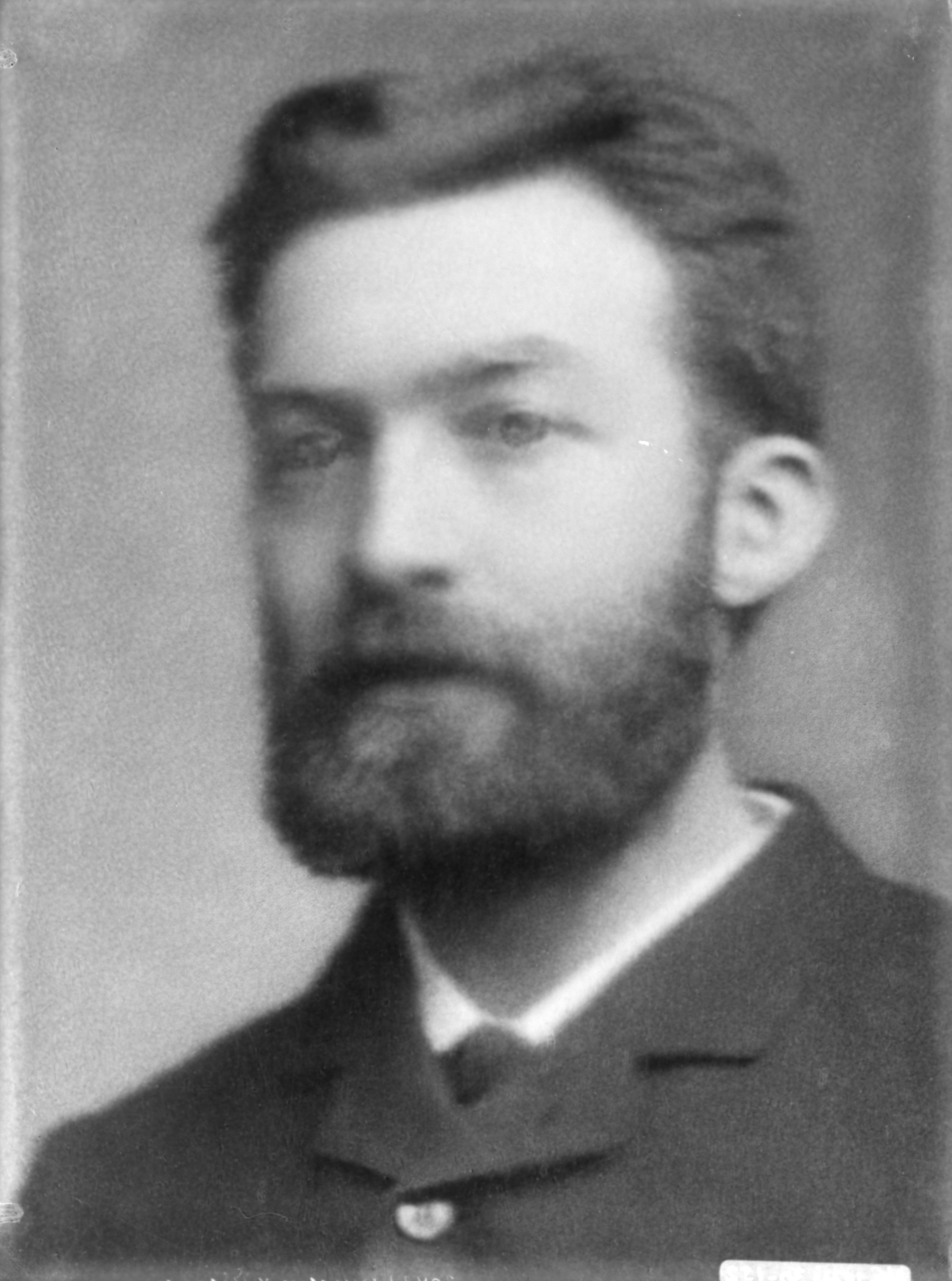
Burgemeester Willem Hendrik toe Water (1857-1936)

Toe Water is een Nederlands geslacht dat vanaf de stamvader generaties lang bestuurders leverde, van 1577 tot in de 18e eeuw van Elburg.

## Geschiedenis
De oudste bekende naamdrager, Gerlich toe Water, was schepen en raad te Elburg in 1577. Zijn zoon, Wilhem toe Water, was burgemeester van Elburg en gehuwd met Bat(j)e Lutteken. In de eeuwen erna zouden nog vele telgen bestuurder worden van die stad, tot in de 18e eeuw, maar vervolgens ook van andere gemeenten.
Over de betekenis van de geslachtsnaam Toe Water bestaat geen overeenstemming onder de genealogen. Het tussen- of voorvoegsel ‘toe’ kan duiden op nabijheid tot iets of een verbastering van ‘te’ zijn. Het lijkt aannemelijk dat de namen tussenvoegsels tho/toe/te allemaal dezelfde oorsprong kennen.
Zowel leden van de familie Toe Water als Beukema toe Water voeren hetzelfde wapen. Enkel leden van de familie Toe Water zijn opgenomen in het genealogische naslagwerk Nederland's Patriciaat. De telgen uit het geslacht Beukema toe Water behoren tot het geslacht Beukema.

## Geslachtswapen
In goud een rode ketel met twee tuiten, staande op een golvend water in natuurlijke kleur.
Helm: gekroond.
Helmteeken: een rode Sint-Andrieskruk.
Dekkleden: goud en rood.

## Enkele telgen
- Willem Hendrik toe Water (1857-1936), burgemeester van Diemen van 11-08-1886 tot 15-10-1893
- Ds. Willem Hendrik toe Water (1885-1938), doopsgezind predikant.

Geslachten die opgenomen zijn in het sinds 1910 verschijnende genealogische naslagwerk Nederland's Patriciaat. Lijst volgens opgave van het CBG Centrum voor familiegeschiedenis.
A · B · C · D · E · F · G · H · I · J · K · L · M · N · O · P · Q · R · S · T · U · V · W · Y · Z